# Vulcan Centaur
Vulcan Centaur este un vehicul de lansare cu două trepte, un vehicul de transport greu, construit de United Launch Alliance (ULA). Acesta este conceput în principal pentru a satisface cererile de lansare pentru programul de lansare spațială de securitate națională al guvernului SUA, care va fi utilizat de Forța Spațială a Statelor Unite⁠(en)[traduceți] și de agențiile de informații americane pentru lansarea de sateliți de securitate națională. Acesta va înlocui ambele lansatoare existente ale ULA (Atlas V și Delta IV Heavy) în acest rol, deoarece aceste lansatoare se vor retrage. Vulcan Centaur va fi utilizat, de asemenea, pentru lansări comerciale, inclusiv pentru o comandă de 38 de lansări de la Kuiper Systems.
Dezvoltarea rachetei Vulcan a început în 2014, în mare parte ca răspuns la concurența din ce în ce mai mare din partea SpaceX și la dorința de a renunța treptat la RD-180 rusesc utilizat pe Atlas V. Programat inițial pentru o lansare în 2020, programul a fost amânat mai mulți ani din cauza problemelor legate de dezvoltarea motorului BE-4 și a noii trepte superioare Centaur. Vulcan Centaur a fost lansat pentru prima dată la 8 ianuarie 2024, transportând cu succes modulul lunar Peregrine al Astrobotic Technology, prima misiune din cadrul programului Commercial Lunar Payload Services al NASA.